# Wien Hetzendorf
Wien Hetzendorf (niem.: Bahnhof Wien Hetzendorf) – przystanek kolejowy w Wiedniu, w Austrii. Znajduje się w dzielnicy Meidling, w części zwanej Hetzendorf. Położony jest na Südbahn. Zatrzymują się tutaj pociągi S-Bahn linii S2, S3 i S4.

## Położenie
Przystanek kolejowy znajduje się na nasypie linii Südbahn, na Eckartsaugasse między Altmannsdorferstraße i Hetzendorferstraße.

## Transport publiczny
| Linia | Trasa |
| ----- | --- |
| S2    | Mödling – Wien Hetzendorf – Wien Meidling – Wien Matzleinsdorfer Platz – Wien Hauptbahnhof 1-2 – Wien Quartier Belvedere – Wien Rennweg – Wien Mitte – Wien Praterstern – Wien Traisengasse – Wien Handelskai – Wien Floridsdorf – Wolkersdorf – Mistelbach (– Laa an der Thaya)                                              |
| S3    | Wiener Neustadt Hauptbahnhof – Baden – Wien Hetzendorf – Wien Meidling – Wien Matzleinsdorfer Platz – Wien Hauptbahnhof 1-2 – Wien Quartier Belvedere – Wien Rennweg – Wien Mitte – Wien Praterstern – Wien Traisengasse – Wien Handelskai – Wien Floridsdorf – Stockerau – Hollabrunn                                        |
| S4    | Wiener Neustadt Hauptbahnhof – Baden – Wien Hetzendorf – Wien Meidling – Wien Matzleinsdorfer Platz – Wien Hauptbahnhof 1-2 – Wien Quartier Belvedere – Wien Rennweg – Wien Mitte – Wien Praterstern – Wien Traisengasse – Wien Handelskai – Wien Floridsdorf – Stockerau – Absdorf-Hippersdorf (– Tulln Stadt – Tullnerfeld) |
| 62    | Lainz, Wolkersbergenstraße – Hetzendorf – Wien Meidling – Matzleinsdorfer Platz – Karlsplatz – Kärntner Ring, Oper |
| 16A   | Marschallplatz – Hetzendorf – Am Schöpfwerk – Gutheil-Schoder-Gasse – Inzersdorf, Slamastraße |
| 64A   | Hetzendorf – Alterlaa – Perfektastraße – Liesing |

## Linie kolejowe
- Südbahn